# Чамли, Хью, 6-й маркиз Чамли

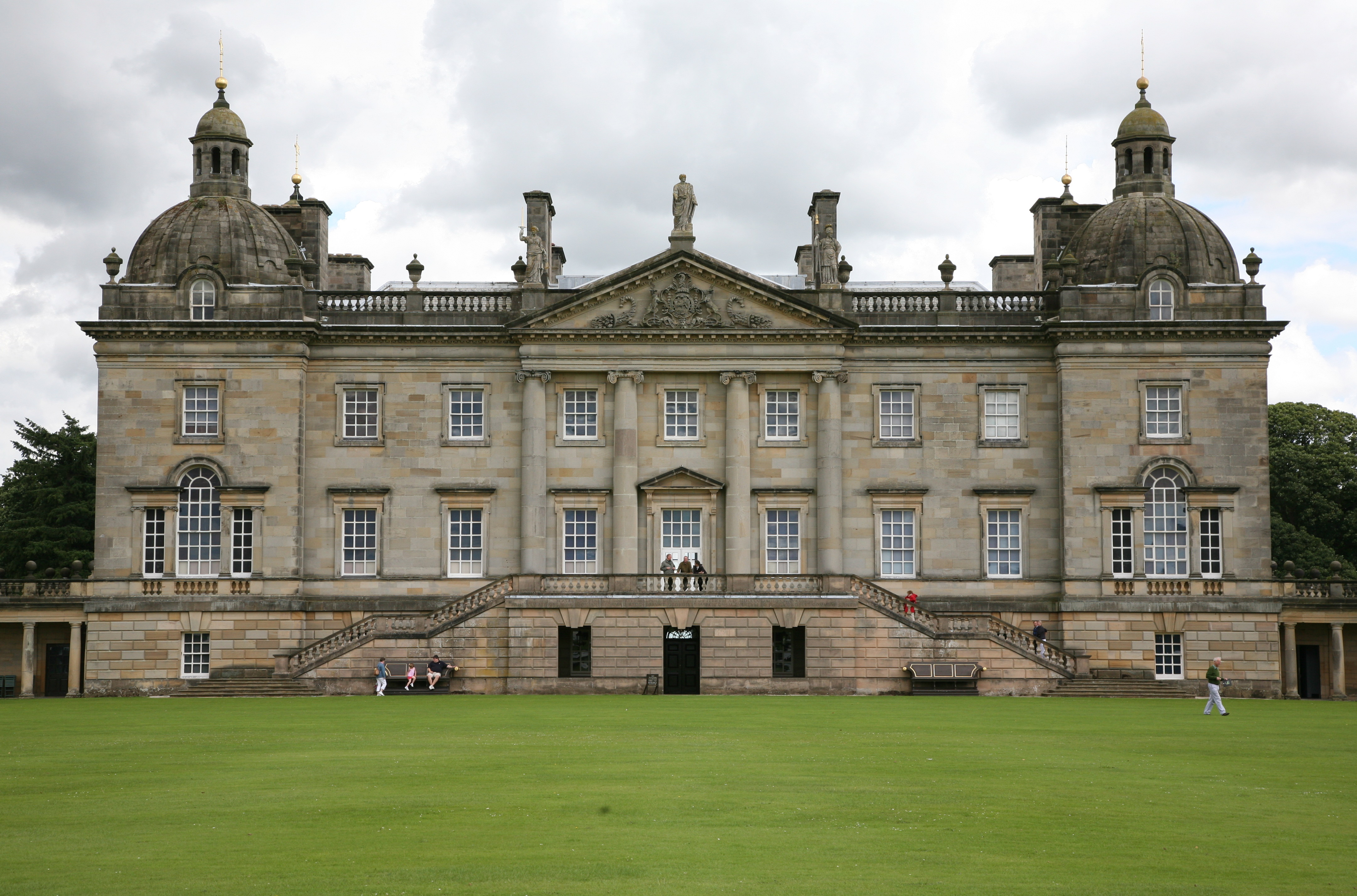
Хоутон-Холл, родовой дом маркиза Чамли с момента основания титула в 1815 году, теперь открыл некоторые из своих комнат для публики.

Джордж Хью Чамли, 6-й маркиз Чамли (англ. George Hugh Cholmondeley, 6th Marquess of Cholmondeley; 24 апреля 1919 — 13 марта 1990) — британский пэр, носивший титул учтивости — граф Роксэвидж с 1923 по 1968 год. Он занимал пост лорда великого камергера Великобритании с 1968 по 1990 год.

## Биография
Родился 24 апреля 1919 года на Сент-Джордж Ганновер-сквер в Лондоне. Старший сын Джорджа Чамли, 5-го маркиза Чамли (1883—1968), и Сибил Сассун (1894—1989), из еврейских семей Сассунов и Ротшильдов. Как и его предки, Джордж Хью Чамли получил образование в Итоне. Он учился в колледже Магдалины Кембриджского университета.
Хью Чамли служил в британской армии, сначала в гренадерской гвардии, а затем в 1-м королевском драгунском полку. Во время Второй мировой войны он участвовал в боевых действиях на Ближнем Востоке, в Италии, во Франции и в Германии. В 1943 году он был награждён Военным крестом (MC). Когда Джордж Хью Чамли уволился из армии в 1949 году, он получил звание майора.
Хью Чамли унаследовал землю, поместья и титул своего отца 16 сентября 1968 года. 6-й маркиз Чамли скончался в родовом замке Чамли в 1990 году в возрасте 70 лет.

## Брак и дети
14 июня 1947 года Джордж Хью Чамли женился на Лавинии Маргарет Лесли (9 сентября 1921 — 7 ноября 2015), дочери полковника Джона Лесли и Маргарет Нанетт Хелен Джиллиат. У супругов были следующие дети:
- Леди Роуз Алина Чамли (родилась 20 марта 1948); концертная пианистка, президент Общества Шопена Великобритании, награждена медалью за заслуги перед культурой — Gloria Artis польским правительством[7]
- Леди Марго Лавиния Чамли (родилась 27 января 1950); с 1978 года замужем за Уолтером Энтони Хьюстоном (разведена), имеет троих детей, в том числе актера Джека Хьюстона[8]
- Леди Кэролайн Мэри Чамли (родилась 10 апреля 1952); с 1982 года замужем за Рудольфом Фредериком д’Эрланже (1945—2000), сыном банкира Лео Фредерика Альфреда барона д’Эрланже), от брака с которым у неё два сына[9]
- Дэвид Джордж Филип Чамли, 7-й маркиз Чамли (родился 27 июня 1960), преемник отца.

Лавиния, вдовствующая маркиза Чамли, жила в замке Чамли.

## Земли и поместья
Семейными местами являются Хоутон-Холл, Норфолк, и замок Чамли, который окружен поместьем площадью 7500 акров (30 км2) недалеко от Малпаса, Чешир.

## Должность при дворе
Должность лорда великого камергера является наследственной в семье Чапмли . Эта наследственная честь перешла в семью Чамли в результате брака Джорджа Чамли, 1-го маркиза Чамли, с леди Джорджианой Шарлоттой Берти, дочерью Перегрина Берти, 3-го герцога Анкастера и Кестевена. Второй, четвертый, пятый, шестой и седьмой обладатели маркизата все занимали этот пост.

## Труды
- 1947 — A day’s march nearer home. Experiences with the Royals, 1939—1945. London : privately printed. OCLC 57035942